# Deuterocaulobius rufescens
Deuterocaulobius rufescens är en skalbaggsart som beskrevs av Blanchard 1850. Deuterocaulobius rufescens ingår i släktet Deuterocaulobius och familjen Melolonthidae. Inga underarter finns listade i Catalogue of Life.